# مالکوم اتکینسون
مالکوم فیلیپ اتکینسون (به انگلیسی: Malcolm Phillip Atkinson) (زاده ۱۳ اکتبر ۱۹۴۳، کورنوال، بریتانیا) استاد علوم الکترونیکی، در دانشکده انفورماتیک دانشگاه ادینبورگ است. او به خاطر کارش در زمینه‌های پایگاه‌های اطلاعاتی شی‌گرا، سیستم‌های پایگاه داده، مهندسی نرم‌افزار و علوم الکترونیکی شهرت دارد و اولین فرستاده علوم الکترونیک بریتانیا (۲۰۰۶–۲۰۱۱) و مدیر مؤسسه علوم الکترونیک و ملی الکترونیک و مرکز علوم، دانشگاه ادینبرو بود.

## زندگی‌نامه

### سال‌های اولیه
اتکینسون در شرق انگلستان به دنیا آمد.

### دانشگاه
اتکینسون بورسیه تحصیلی کمبریج گرفت و در رشته فیزیک تحصیل کرد. اتکینسون اولین مدرک کارشناسی را از دانشگاه کمبریج در سال ۱۹۶۶ دریافت کرد و سپس در سال ۱۹۶۷ مدرک کارشناسی ارشد را در رشته علوم رایانه دریافت کرد. پس از سه سال تحقیق و تدریس در دانشگاه لنکستر به کمبریج بازگشت و در سال ۱۹۷۴ پی‌اچ‌دی خود را دریافت کرد. او سپس در برمه، کمبریج، شرق آنگلیا و ادینبرو پست‌های آکادمیک داشت و در سال ۱۹۸۳ به عنوان سخنرانی ارشد در دانشگاه ادینبرو منصوب شد. او در سال‌های ۱۹۸۳-۱۹۸۴ استاد مدعو در دانشگاه پنسیلوانیا بود و در سال ۱۹۸۴ به عنوان استادی در علوم رایانه در دانشگاه گلاسکو منصوب شد. او از سال 1986 تا 1990 رئیس بخش علوم محاسباتی بود و پس از آن نه ماه را در INRIA نزدیک پاریس به کار با گروه O2 گذراند. اتکینسون سپس برای سان مایکروسیستمز (در سان‌لبز در کالیفرنیا) کار کرد و سپس در سال ۲۰۰۱ به عنوان استاد در دانشکده انفورماتیک به دانشگاه ادینبور نقل مکان کرد.
او بیش از ۱۰۰ نشریه فهرست شده در دی‌بی‌ال‌پی دارد.
در سال ۱۹۹۴، او به عنوان عضو در انجمن سلطنتی ادینبرو انتخاب شد. او در سال ۲۰۰۲ برنده جایزه اسکاتلندی – مبتکر سال، با حمایت گلنفیدیچ شد.

### مدیر مؤسسه علوم الکترونیک
او مؤسسه علوم الکترونیکی را در اوت ۲۰۰۱ تأسیس کرد.